# Il Boemo
Il Boemo er en film fra 2022 instrueret af Petr Václav om Josef Myslivečeks liv og hans karriere i Italien i 1760'erne og 1770'erne.

## Medvirkende
- Vojtěch Dyk: Josef Mysliveček
- Barbara Ronchi: Caterina Gabrielli
- Lana Vlady: Anna Fracassatti
- Philip Hahn: Wolfgang Amadeus Mozart som ung

## Handlingsforløb
Josef Mysliveček, søn af en møller fra Prag, forlod sin fødeby til Italien for at blive komponist. Han bliver en af sin tids mest produktive og succesrige komponister av opera seria og samarbejder med berømte sangere som f.eks. Caterina Gabrielli, Luigi Marchesi, Anton Raaff, og Lucrezia Aguiari. Han var også en ven og mentor for den unge W. A. Mozart.

## Musik
Musikken til filmen er indspillet af Prags barokorkester Collegium 1704 dirigeret af Václav Luks med internationale solister, bl.a. Philippe Jaroussky, Emöke Baráth, Simona Šaturová, Raffaella Milanesi, Krystian Adam, og Juan Sancho.